# Société canadienne d'histoire et de philosophie des mathématiques
La Société canadienne d'histoire et de philosophie des mathématiques (en anglais : Canadian Society for History and Philosophy of Mathematics, CSHPM) est une société savante canadienne qui se consacre à l'étude de l'histoire et de la philosophie des mathématiques au Canada. Elle a été proposée par Kenneth O. May, en collaboration avec la revue Historia Mathematica, et a été fondée en 1974.  
Elle organise chaque année une conférence Kenneth O. May,.

## Présidents
- Gilbert de Beauregard Robinson
- Glen Van Brummelen[6].